# Pandemonium Shadow Show
| Recensione                        | Giudizio        |
| --------------------------------- | --------------- |
| AllMusic                          | [ 1 ]           |
| Debaser                           | [ 2 ]           |
| The New Rolling Stone Album Guide | [ 3 ]           |
| Sputnikmusic                      | 4.2 (Excellent) |
| Piero Scaruffi                    | [ 5 ]           |
| Dizionario del Pop-Rock           | [ 6 ]           |
| 24.000 dischi                     | [ 7 ]           |

Pandemonium Shadow Show è il secondo album discografico del cantante e cantautore statunitense Harry Nilsson, pubblicato dalla casa discografica RCA Victor Records nell'ottobre del 1967.

## Tracce
Lato A
1. Ten Little Indians – 2:13 (Harry Nilsson)
2. 1941 – 2:36 (Harry Nilsson)
3. Cuddly Toy – 2:45 (Harry Nilsson)
4. She Sang Hymns Out of Tune – 2:19 (Jesse Lee Kincaid)
5. You Can't Do That – 2:16 (John Lennon, Paul McCartney)
6. Sleep Late, My Lady Friend – 2:41 (Harry Nilsson)

Lato B
1. She's Leaving Home – 3:16 (John Lennon, Paul McCartney)
2. There Will Never Be – 2:27 (Perry Botkin Jr., Gil Garfield)
3. Without Her – 2:18 (Harry Nilsson)
4. Freckles – 2:21 (Cliff Hess, Howard Johnson, Milton Ager)
5. It's Been so Long – 2:09 (Harry Nilsson)
6. River Deep - Mountain High – 3:53 (Phil Spector, Jeff Barry, Ellie Greenwich)

## Musicisti
- Harry Nilsson - voce, accompagnamento vocale-coro
- Malcolm J. Rebennack - chitarra (brani: 1941, Without Her, Freckles e It's Been so Long)
- Michael W. Deasy - chitarra (brani: 1941, She Sang Hymns Out of Tune, You Can't Do That, Without Her, Freckles, It's Been so Long e River Deep - Mountain High)
- Robert Segarini - chitarra (brani: 1941 e Cuddly Toy)
- Michael Burr - chitarra (brani: 1941 e Cuddly Toy)
- Neil LaVang - chitarra (brani: She Sang Hymns Out of Tune, You Can't Do That e River Deep - Mountain High)
- Malcolm J. Rebennack - piano (brani: 1941, Without Her, Freckles, It's Been so Long e River Deep - Mountain High)
- Michael Melvoin - piano (brani: Ten Little Indians, 1941, Cuddly Toy, She Sang Hymns Out of Tune, You Can't Do That, Sleep Late, My Lady Friend, She's Leaving Home e There Will Never Be)
- Donald E. Ralke - piano (brano: River Deep - Mountain High)
- Michael Melvoin - clavicembalo (brani: Ten Little Indians, She Sang Hymns Out of Tune e Sleep Late, My Lady Friend)
- Richard T. Nash - corno baritono, trombone
- Robert M. Knight - corno baritono, trombone, trombone basso
- Roy Vernon Caton - tromba, flicorno, cornetta
- Thomas Scott - tromba, flicorno, cornetta
- Carroll Lewis - tromba, flicorno, cornetta
- Oliver Mitchell - tromba, flicorno, cornetta
- David Duke - flicorno, tuba
- Jesse Ehrlich - violoncello
- Darrell Terwilliger - violino
- Paul Shure - violino
- Robert Sushel - violino
- Lyle Ritz - basso (brani: 1941, Cuddly Toy, She Sang Hymns Out of Tune, You Can't Do That, Without Her, Freckles, It's Been so Long e River Deep - Mountain High)
- William Trochim - basso (brani: 1941 e Cuddly Toy)
- Alfred McKibbon - basso (brani: 1941, Cuddly Toy, She's Leaving Home e There Will Never Be)
- Raymond M. Brown - basso (brani: Ten Little Indians e Sleep Late, My Lady Friend)
- Donald D. Frost - batteria (brani: 1941, Without Her, Freckles e It's Been so Long)
- Vann Slatter - batteria (brani: 1941 e Cuddly Toy)
- Hubert Anderson - batteria (brani: Ten Little Indians e Sleep Late, My Lady Friend)
- Hubert Anderson - maracas (brani: Ten Little Indians e Sleep Late, My Lady Friend)
- Jerry Williams - batteria (brano: River Deep - Mountain High)
- Milton Holland - batteria (brani: She Sang Hymns Out of Tune, You Can't Do That e River Deep - Mountain High)
- Milton Holland - percussioni (brani: 1941, Cuddly Toy, She's Leaving Home e There Will Never Be)
- Milton Holland - tabla (brano: Sleep Late, My Lady Friend)
- Dale L. Anderson - percussioni (brani: Ten Little Indians, 1941, Cuddly Toy, She Sang Hymns Out of Tune, You Can't Do That, Sleep Late, My Lady Friend, She's Leaving Home, There Will Never Be e River Deep - Mountain High)
- Dale L. Anderson - percussioni latine, mallets, tympani (brani: She Sang Hymns Out of Tune, You Can't Do That, She's Leaving Home e River Deep - Mountain High)
- Jerry Williams - percussioni (brano: River Deep - Mountain High)
- Rex Devereaux - contractor[11]

Note aggiuntive
- Rick Jarrard - produttore
- Registrazioni effettuate al RCA Victor's Music Center of the World di Hollywood, California (Stati Uniti)
- Dick Knobbs Bogert - ingegnere delle registrazioni
- Jeff Gold - fotografie[12]